# Kleinrinderfeld
Kleinrinderfeld település Németországban, azon belül Bajorországban. Lakosainak száma 2073 fő (2023. december 31.). Kleinrinderfeld Kist és Geroldshausen községekkel határos.

## Népesség
A település népessége az elmúlt években az alábbi módon változott:
| Lakosok száma | 841  | 1715 | 1689 | 1823 | 2060 | 2087 | 2091 | 2072 | 2144 | 2073 |
|               | 1875 | 1950 | 1975 | 1987 | 2012 | 2014 | 2016 | 2017 | 2021 | 2023 |